# Stingray (carro armato)
Lo Stingray è un carro armato leggero (o carro da battaglia economico) prodotto dalla ex Cadillac Gage, ora Textron Marine & Land Systems. Questo carro fu specificatamente progettato per utilizzare componenti comuni ad altri mezzi corazzati americani al fine di ridurne i costi. Realizzato inizialmente per il programma "Armored Gun System" dell'US Army, l'unico utilizzatore è il Reale esercito thailandese.

## Stingray I
Il programma Stingray fu lanciato nel 1983, con il primo prototipo pronto nell'agosto 1984. Al 2004 l'unico paese ad utilizzare il mezzo è la Thailandia, con un ordine di 106 carri consegnati tra il 1988 ed il 1990. Il carro è armato di un cannone inglese L7A3 rigato da 105 mm di calibro. Per quanto riguarda le prestazioni, la velocità massima è di 71 km/h, con una pendenza massima superabile del 60%; il gradino massimo è di 82 cm, mentre la profondità di guado superabile è di 107 cm.

## Stingray II
Lo 'Stingray II è una versione migliorata dello Stingray, sviluppata da Cadillac Gage come private venture per un mezzo corazzato destinato all'esportazione. La corazzatura, benché sottile, risulta adeguata per gli impieghi di cavalleria, ricognizione e supporto di fuoco per la fanteria leggera; infatti è resistente ai proiettili perforanti da 14,5 mm. Ulteriore protezione può essere ottenuta installando piastre di corazzatura aggiuntiva.  Il raggio operativo è aumentato di 40 km alla velocità di 48 km/h. Inoltre la potenza del motore dello Stingray II è portata a 550 hp a 2.300 rpm.

## Descrizione
L'armamento principale è costituito da una versione a bassa pressione del cannone rigato inglese Royal Ordnance L7 da 105 mm, installato in una torretta con asservimenti elettro-idraulici duplicati, per ridondanza, a capocarro e cannoniere, con backup manuale. Le dimensioni della torretta sono pensate per essere retrofittata sui carri leggeri M41 Walker Bulldog e M551 Sheridan. Per il cannone è disponibile un sistema di stabilizzazione su due assi. La dotazione di munizioni è di 8 proietti nella torretta, più 24 colpi nella riservetta posta nello scafo. L'armamento secondario comprende una mitragliatrice da 7,62 mm coassiale, con una riserva di 2.400 colpi, e una mitragliatrice Browning M2 da 12,7 antiaerea sul portello del capocarro, con una dotazione di 1.100 colpi. Il sistema di puntamento per il cannoniere è composto da una camera termica diurna/notturna "Hugues Hire" della Hughes Electronics, stabilizzata su due assi, con telemetro laser integrato. Il capocarro dispone di sette iposcopi, oltre ad un display che ripete le immagini della termocamera del cannoniere. Il treno di rotolamento è formato da 6 piccole ruote portanti, ruota motrice posteriore e tre ruotini reggi-cingolo.
I principali miglioramenti introdotti sullo Stingray II sono un sistema digitale di controllo del fuoco più performante, equipaggiamento NBC, mobilità migliorata e superiori capacità di ingaggio del bersaglio. La protezione è aumentata sia dalla corazzatura migliorata, capace di resistere a colpi da 23 mm, che dall'installazione sulla torretta di 16 tubi lanciagranate fumogene, 8 per ogni lato.

## Versioni
- Stingray I
- Stignray II
- AGS-Stingray: versione presentata per la competizione AGS, sconfitta dal M8 Armored Gun System.
- AGS-Sheridan: ibrido ottenuto installando la torretta dello Stingray sullo scafo del M551 Sheridan e presentato per il programma AGS; anche a questa versione fu preferito l'M8.